# Jaroslav František Koch
Jaroslav František Koch (15. srpna 1893 Mcely – 1983) byl český motocyklový konstruktér.

## Život

Logo firmy Laurin & Klement

Narodil se v obci Mcely nedaleko Nymburka do rodiny sedláka. Jako prvorozený syn měl převzít rodinný grunt. Byl nadané dítě, proto absolvoval tři roky měšťanské školy, což nebylo tehdy úplně samozřejmé. Přes nesouhlas otce se vyučil u firmy Laurin & Klement strojním zámečníkem. V jeho rozhodnutí ho podporoval dílenský mistr a slavný závodník Narcis Podsedníček. Po vyučení se přihlásil na Vyšší průmyslovou školu strojní v Praze na Smíchově. Studium sice přerušil z důvodů vypuknutí 1. světové války, ale válečná léta pracoval jako vrchní technický kontrolor ve vídeňské letecké továrně Aviatik.

## Avia
V roce 1919 založili Ing. Pavel Beneš a Václav Malý dílnu ve Vysočanech č.56 v bývalém Freyově cukrovaru 50°6′48,36″ s. š., 14°30′26,26″ v. d. Později se k nim přidal Ing. Miroslav Hajn a Jaroslav František Koch, který se stal vedoucím dílen. Továrna dostala jméno Avia. Již v témže roce vyrobili kluzák, který se stal exponátem na první výstavě Svazu čs. pilotů v Klementinu. O rok později vyrobili dolnokřídlý jednoplošník s motorem Austro-Daimler nazvaný po svých konstruktérech Benešovi a Hajnovi BH Exp. Experimentální letoun dostal po instalaci sedmiválcového rotačního motoru Gnôme jméno BH-1. S tímto letadlem se zúčastnil Koch jako navigátor (mechanik) a Bohuslav Munzar jako pilot Prvního národního leteckého meetingu.

## J.F.K
V roce 1923 zkonstruoval v závodě Avia, svůj první motocykl JFK 350 OHC. Konstrukce motoru byla ovlivněna Kochovou praxí v leteckém průmyslu. Královská hřídel byla netradičně umístěna za motorem. Toto řešení umožnilo umístit vačkovou hřídel v podélné ose motocyklu a umístit výfukový ventil v přední části hlavy motoru a sací ventil v zadní části hlavy motoru. Vačky působily přímo na dřík ventilu, a tím vyvozovaly boční síly. Tyto síly byly kompenzovány větším průměrem dříků ventilů. Jaroslav František Koch uměl motocykl nejen navrhnout, ale i prodat. Samotnou výrobu motocyklu však musel svěřit továrně s kvalifikovanými dělníky a specializovanými stroji. Vybral si firmu Štěpánek a spol. z Kostelce nad Labem, která se zabývala výrobou zemědělských strojů. Firma Štěpánek nebyla schopna vyrobit součásti v předepsaných tolerancích, ani nezajistila kvalitu materiálu.

## Breitfeld, Daněk a spol.
Špatné zkušenosti neodradily konstruktéra Kocha od dalšího projektu i proto, že domácí průmysl vyráběl motocykly v zanedbatelném množství. Konec závislosti na dovozu byl silným argumentem i na Ministerstvu národní obrany, s kterým Koch jednal. Koncepce motocyklu představovala robustní stroj pro vojenské využití a Koch byl vyzván k výrobě prototypu. Zájem armády byl příslibem stabilních prodejů, a tak není divu, že Akciová společnost strojírny, dříve Breitfeld, Daněk a spol. nabídla od 8. února 1926 Kochovi spolupráci. V Daňkovce, jak se továrně říkalo, kreslil Koch detailní výkresy motocyklu, které šly rovnou k rukám dělníků. Motocykl BD 500 byl vyroben za 70 dní.  Ještě v témže roce motocykl absolvoval 5376 km dlouhou cestu sedmi státy za 22 dní.
Motocykl BD 500, známý jako „Beďar", byl spolehlivý, a technicky pozoruhodný. Motor měl rozvod 2xOHC, který používali konstruktéři závodních strojů. Od klikové hřídele byla kuželovým soukolím poháněna královská hřídel. Na horním konci královské hřídele bylo namontováno kolo se šroubovým ozubením, které pohánělo sací a výfukovou vačkovou hřídel. Převodu pohonu z královské hřídele na vačku šroubovými koly se po letech začalo přezdívat „šnek", jako v případě Jawy 500 OHC.

## Českomoravská - Kolben - Daněk

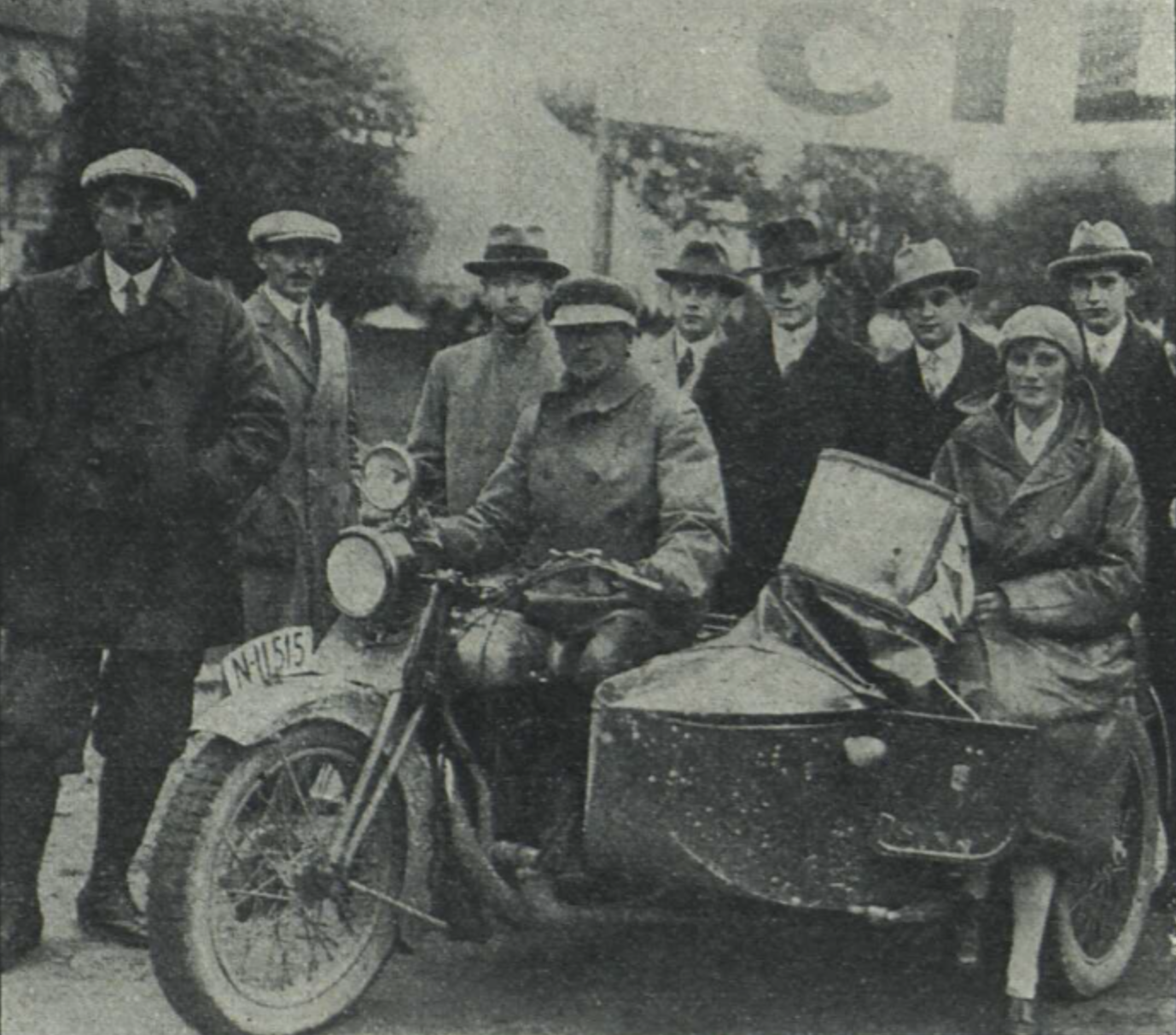
F. J. Koch na stroji Praga BD 500 Sidecar se svou manželkou v cíli závodu San Sebastian-Praha (červenec 1929)

Dne 9. července 1927 fúzovala Akciová společnost strojírny, dříve Breitfeld, Daněk a spol. s firmou Českomoravská - Kolben. Firma Českomoravská - Kolben měla automobilní oddělení, známé svými výrobky Praga. Jaroslav František Koch se stal zaměstnancem automobilky Praga a byl pověřen vedením výroby motocyklů. Motocykl BD 500 změnil jméno na Praga 500 BD až po dvou letech.
Automobilka Praga byla pověstná kvalitou. Motocykl Praga 500 BD potvrzoval pověst firmy, ale cena motocyklu se sidecarem byla vyšší než cena automobilu Aero 500. Na prahu hospodářské krize zkonstruoval Jaroslav František Koch nový motocykl. Název motocyklu Praga 350 OHC označuje jak menší objem motoru, tak jednodušší rozvod ventilů. V hlavě motoru byla jedna vačková hřídel, a to znamenalo technologický náskok před konkurencí, která často vyráběla ještě „spodové" motory s rozvodem SV. Ústup od rozvodu 2 x OHC Pragy 500 BD k jednoduššímu rozvodu OHC znamenal zlevnění výroby motoru. Při zvažování pohonu zadního kola se Jaroslav František Koch rozhodnul pro pohon kardanovou hřídelí namísto dosavadního řetězu. Tato konstrukce s delší životností je dražší. Motor byl otočen o 90° tak, aby se kliková hřídel otáčela rovnoběžně s kardanovou hřídelí a nebyl tak nutný převod kuželovými koly.
Motocykly Praga byly kvalitní, ale drahé výrobky, které nemohly obstát v cenové soutěži s levnými dvoudobými motocykly Jawa a ČZ. Vývoj nových motocyklů byl zastaven, postupně byla zastavena i výroba. Poslední motocykly byly prodány v roce 1936.

## Na volné noze
Po odchodu z Pragovky zkonstruoval Jaroslav František Koch motocykl s motorem 350 cm³ a přepracovaným rámem Pragy 500. Byl charakteristický vrchem vedenými výfuky. V roce 1934 tuto konstrukci nabídl České zbrojovce ve Strakonicích, která zvažovala nový motor montovat do lisovaného rámu, na jehož výrobu byla továrna vybavena. Čtyřdobá třistapadesátka by získala ČZ nové zákazníky, ale ukázalo se, že produkce úspěšného motocyklu ČZ 175 vyčerpala výrobní kapacitu továrny. V roce 1937 zkonstruoval Jaroslav František Koch výjimečný čtyřválcový motocykl, který nabídl ČZ jako vrchol jejich řady motocyklů. U tohoto ležatého čtyřválce zůstalo jen u výkresů.
V roce 1935 se stal šéfem autorizované opravny motocyklů České zbrojovky v areálu bývalé továrny Moritz Grab v Libni. I nadále vylepšoval konstrukci svých motocyklů, tentokrát pod značkou KOCH.
V roce 1940 začal pracovat pro firmu JAWA jako externí konstruktér. V tomto období zkonstruoval ležatý dvoutaktní motor o objemu 50 cm³, který byl zamýšlen jako pomocný motor pro jízdní kola. Motor podobné konstrukce byl od roku 1955 montován do malého motocyklu Jawa 550, lidově zvaného Pařez.

## Skútry
Jaroslav František Koch správně odhadl budoucí poptávku po motocyklech, které by sloužily v každodenním provozu při maximální ochraně proti nepřízni počasí. Věnoval se konstrukci skútru, tehdejším slovníkem motorové dvoukolce. Pro výrobu prototypu musel najít solventního partnera. Toho našel ve firmě bratří Šulců, která dovážela na československý trh motocykly anglické firmy BSA a později byla autorizovaným prodejcem motocyklů ČZ. Zájem bratří Šulců získal především konstrukcí samonosné karoserie skútru, na kterou 16. února 1940 společně podali patentovou přihlášku. Prototyp skútru K 100 s motorem Jawa Robot 98 cm³ (později s motorem ČZ) byl otypován zemským úřadem pod číslem 1160 a byly mu přiděleny registrační značky.

## Česká zbrojovka
Do České Zbrojovky nastoupil Jaroslav František Koch dne 7. února 1945. V květnu 1945 byl pověřen spolu s Bohumilem Kučerou technickým vedením podniku, v červenci se stal členem tříčlenné národní správy. Přepracováním prvního skútru vznikl prototyp skútru K 125, který byl vystaven na pražském veletrhu ve dnech 15. - 22. září 1946. O výrobě tohoto skútru se v továrně ČZ neuvažovalo. Karoserie skútru mohla vzniknout pouze na velkém lisu z hlubokotažného plechu. Hlubokotažný plech nebyl na československém trhu a velké lisy nebyly v továrně ČZ.
Soukromě jezdil Jaroslav František Koch na motocyklu Harley Davidson.
V březnu roku 1947 se jako šéfkonstruktér České zbrojovky ve Strakonicích účastnil po boku podnikového ředitele Václava Skaly ženevského autosalonu, kde byl vystaven motocykl ČZ 125 cm³.
Pozoruhodná byla účast konstruktéra v anonymní soutěži, kterou vypsaly Československé závody kovodělné na konstrukci motoru, jež by měl pohánět tzv. „Národní závodní motocykl“. Svůj návrh podal pod názvem „Nízké těžiště 19456“ a byl to vzduchem chlazený ležatý dvouválec OHC. Soutěž se konala dne 6. března 1947, tedy pár měsíců před komunistickým pučem. Od února 1948 už všechno bylo jinak, plány se zrušily a neúspěch mezi osmi soutěžícími byl už nepodstatný.
O pár let později rozhodlo Ministerstvo těžkého průmyslu o výrobě skútru ve strakonické ČZ. V roce 1952 začaly zkoušky čtyř prototypů skútrů od čtyř různých konstruktérů. Jediný Koch navrhl samonosnou karoserii; skútr tedy neměl rám. Tuto myšlenku rozvíjel již od roku 1940. Technologická výhoda samonosné karoserie přesvědčila techniky ČZ o výběru Kochova prototypu. Když v roce 1956 vyjela Čezeta z bran podniku, původnímu prototypu se vzhledově nepodobala. Byla obdařena karoserií, která byla mistrovským dílem designu, nebo spíš průmyslového výtvarnictví; jak se této disciplíně tehdy říkalo. Tvary Čezety (ČZ 175/501) jsou obdivovány na designových retro výstavách např. Československý design 60. let.

## Drupol
Jaroslav František Koch navrhl přívěsný vozík určený pouze pro skútry Čezeta. Sidecar Druzeta vyrábělo výrobní družstvo Drupol Praha, provozovna Štiřín. Jméno sidecaru vzniklo z názvů Drupol a Čezeta.

## Zkušební jezdec a střelec
Byl nejen konstruktérem motocyklů, ale také jejich zkušebním jezdcem. Při účasti na hvězdicové jízdě v říjnu 1927 zvolil trasu Praha - Paříž - Praha. V září 1928 absolvoval testovací jízdu o délce 1480 kilometrů za 35 hodin a 40 minut na trase Řím - Praha. Pravidelně se účastnil Velké motocyklové soutěže, která se pořádala v letech 1924-1939. Nasbíral zde 6 zlatých medailí.
Neobvyklou akcí byla „Honba za balonem", která byla uspořádána u příležitosti Celostátní letecké výstavy. Dne 13. června 1937 vzlétl ve 14:30 vojenský balon a po tříhodinovém letu přistál u Vlašimi. Vítězem „honby" byl Jaroslav František Koch na motocyklu České zbrojovky, který byl u balonu první.
Jako ředitel zbrojařské firmy se účastnil předváděcí akce na Loveckých střeleckých závodech ve Vimperku, a také střelecké soutěže samotné.

## Ocenění
Osmdesátiny Jaroslava Františka Kocha připomněl týdeník Obrana lidu.

Díky fanouškům byla dne 22. srpna 2015 odhalena v obci Mcely pamětní deska.

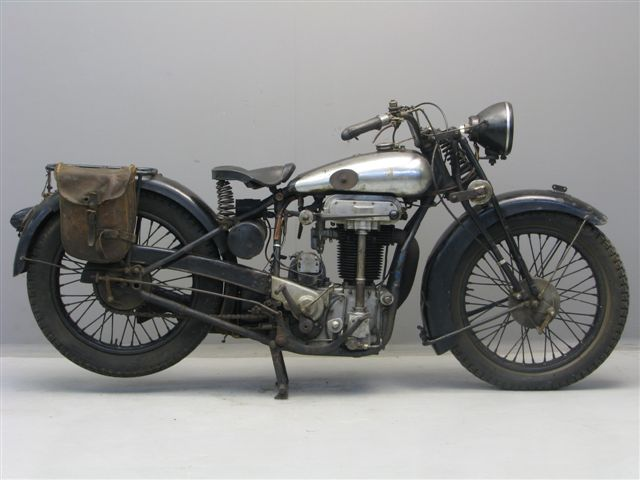
Praga BD 500 DOHC 1929 – 1933
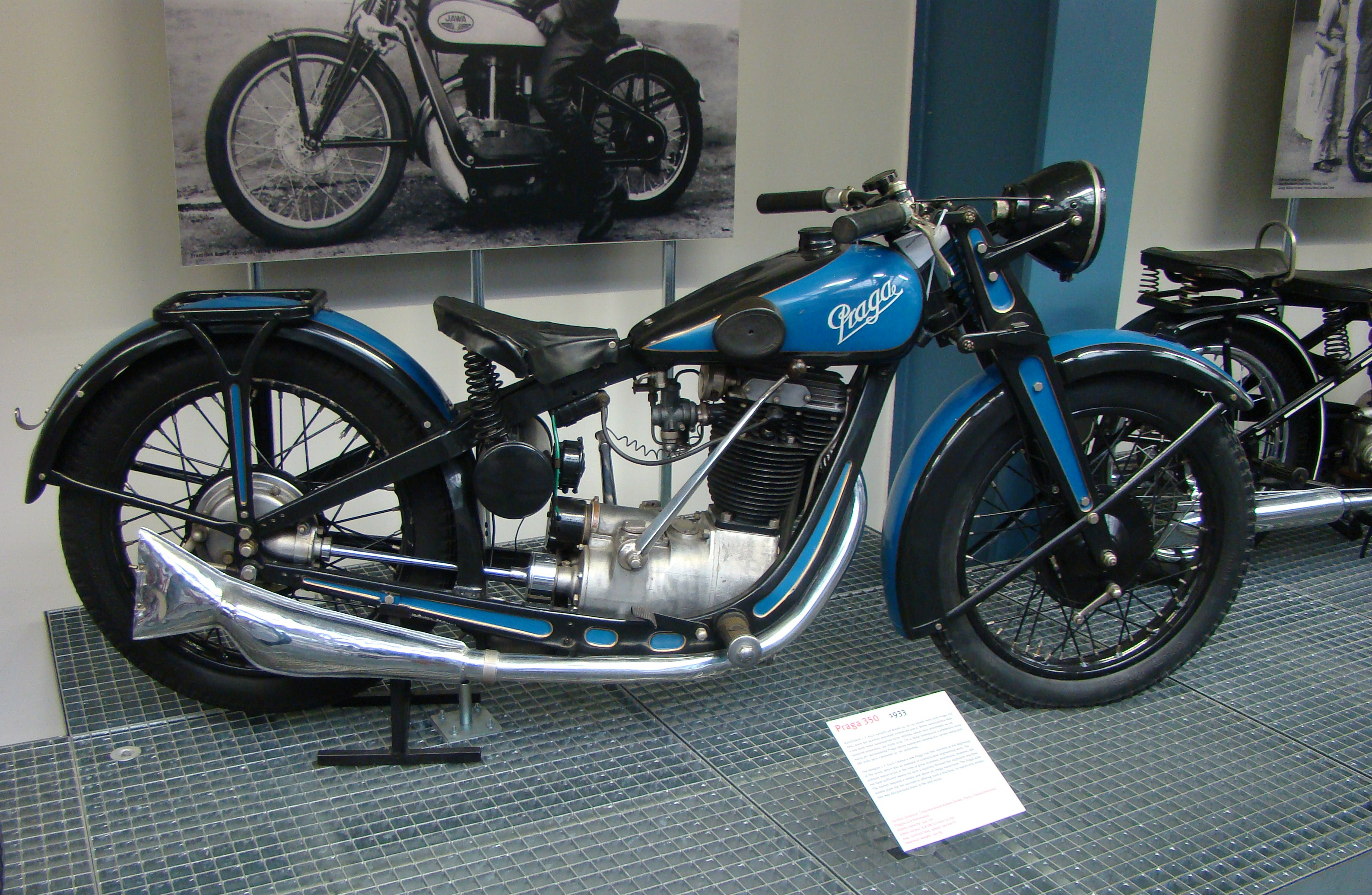
Praga 350 OHC 1930 – 1934
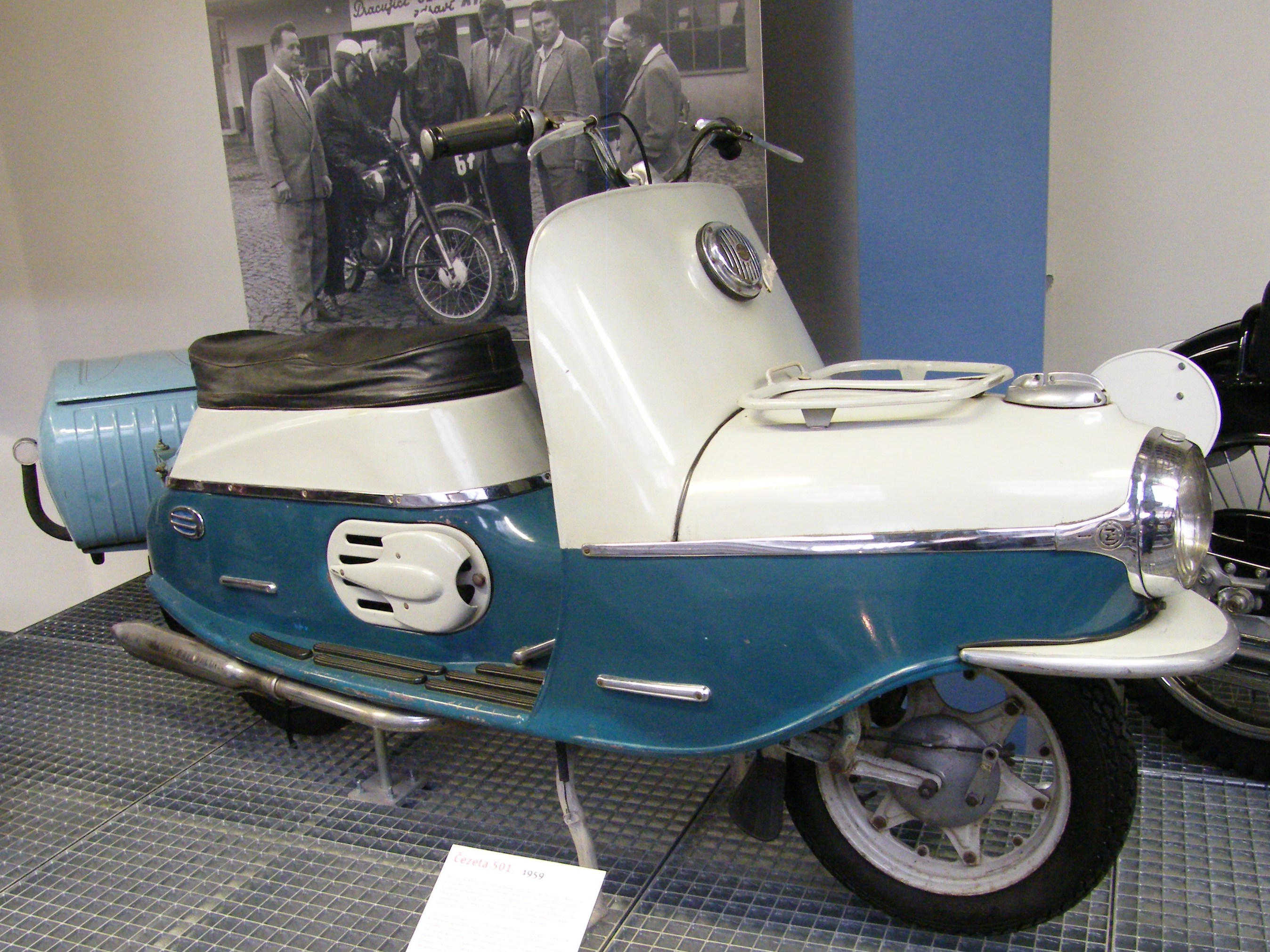
ČZ 175 typ 501
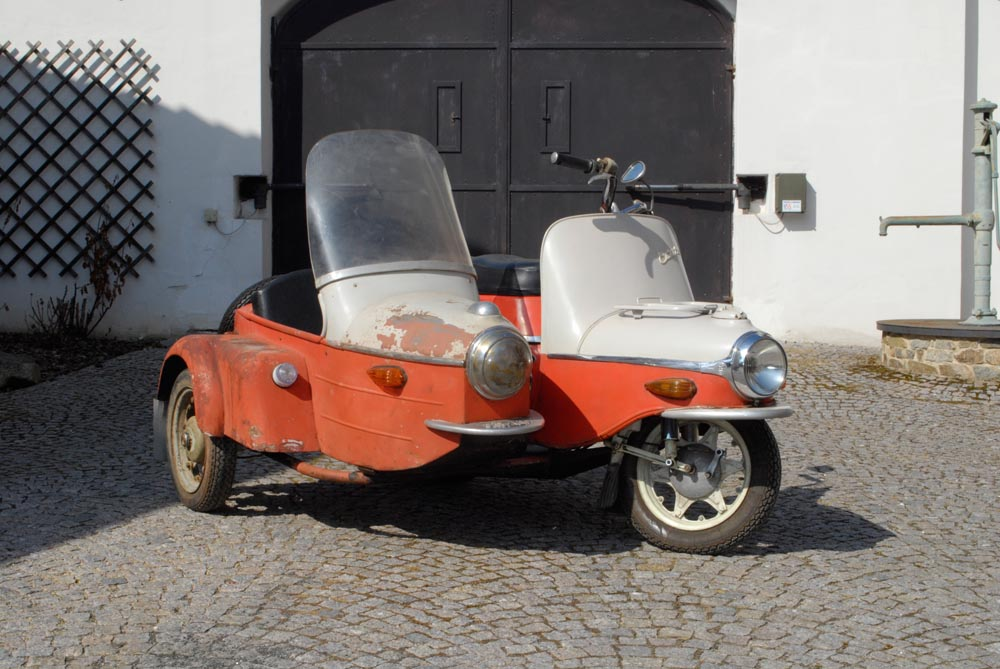
Sidecar Druzeta
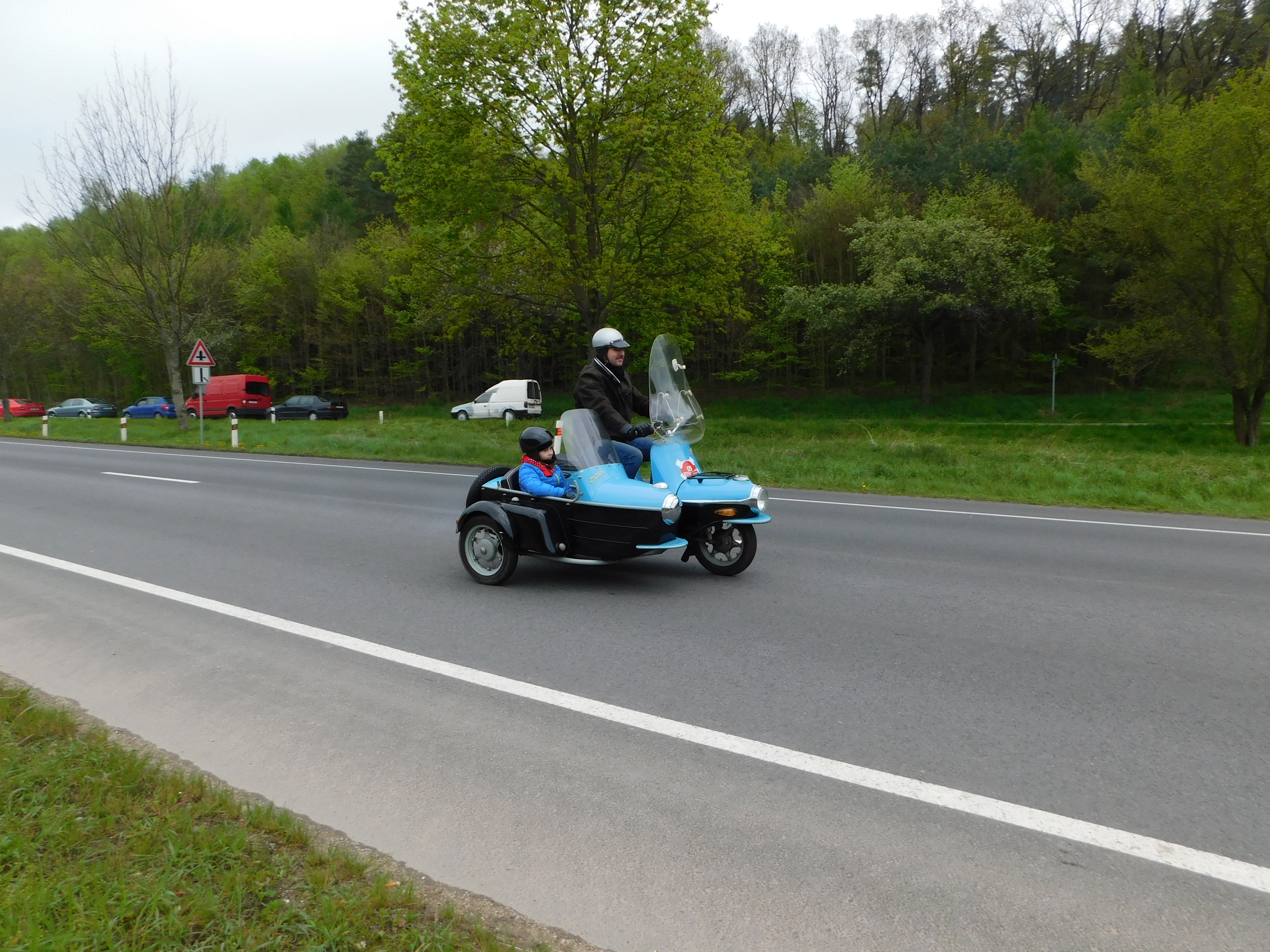
ČZ 175-502 Čezeta + Druzeta